# 雨過舗駅
雨過鋪駅（うかほえき）は、中華人民共和国雲南省紅河ハニ族イ族自治州蒙自市雨過鋪街道にある中国国鉄昆明鉄路局が管轄する、草官線と蒙宝線が連絡する駅である。